# Anurida amorita
Anurida amorita är en urinsektsart som beskrevs av James P. Folsom 1902. Anurida amorita ingår i släktet Anurida och familjen Neanuridae. Inga underarter finns listade i Catalogue of Life.